# Star Ferry

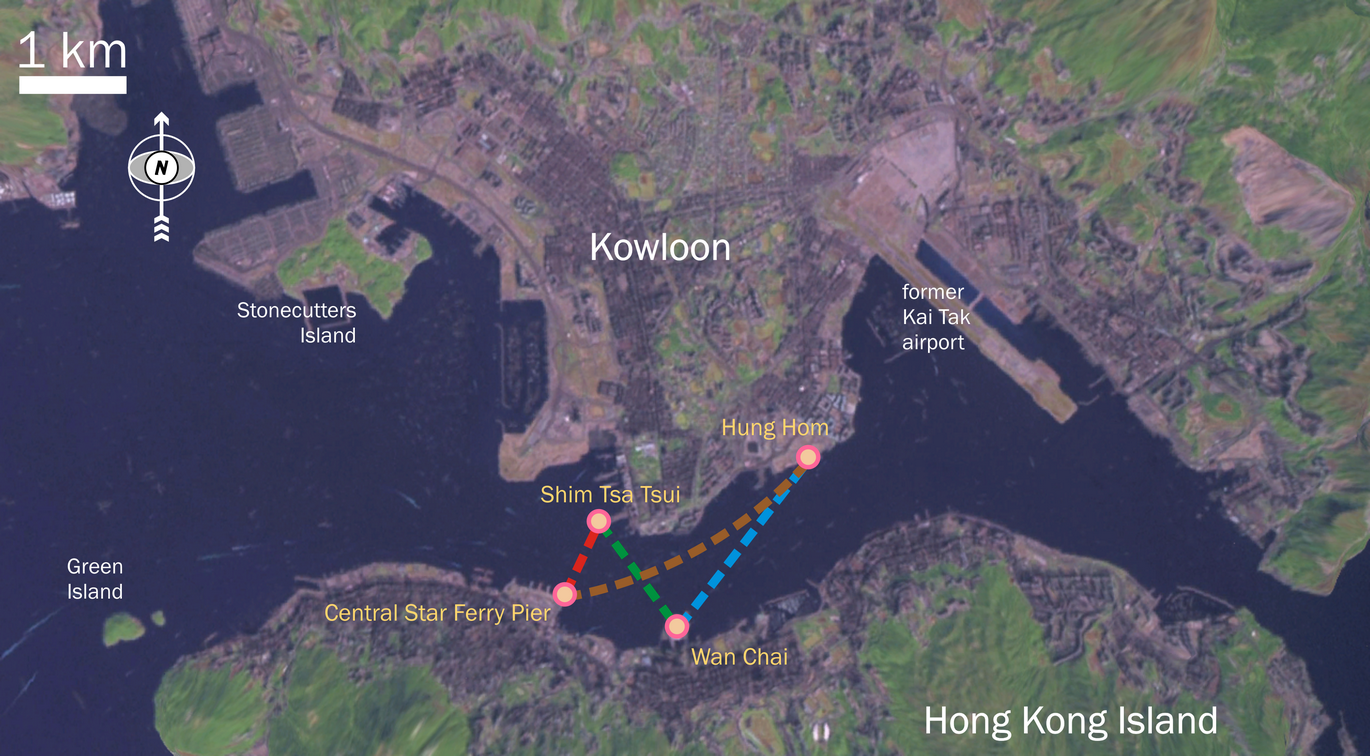
Lignes de la Star Ferry en 2010.

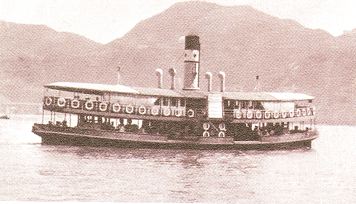
Un Star Ferry dans les années 1920.

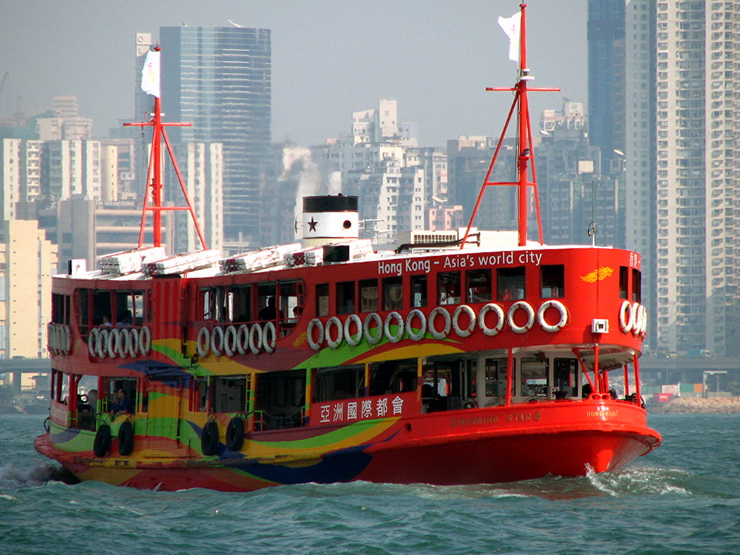
Un Star Ferry aux couleurs de dans Victoria Harbour.

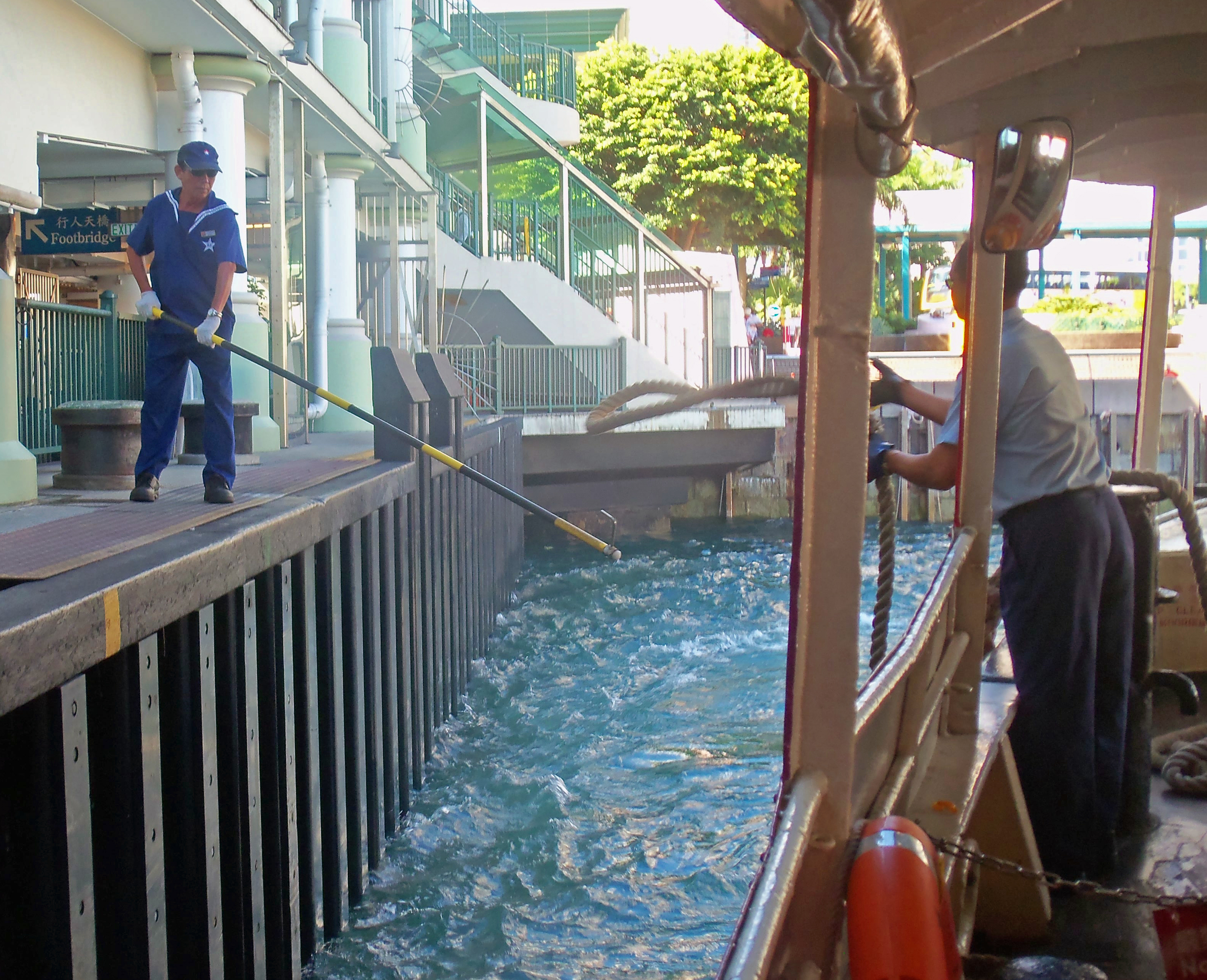
Employé utilisant un crochet pour amarrer le ferry à l'embarcadère de Central, une méthode utilisée depuis le 19e siècle.

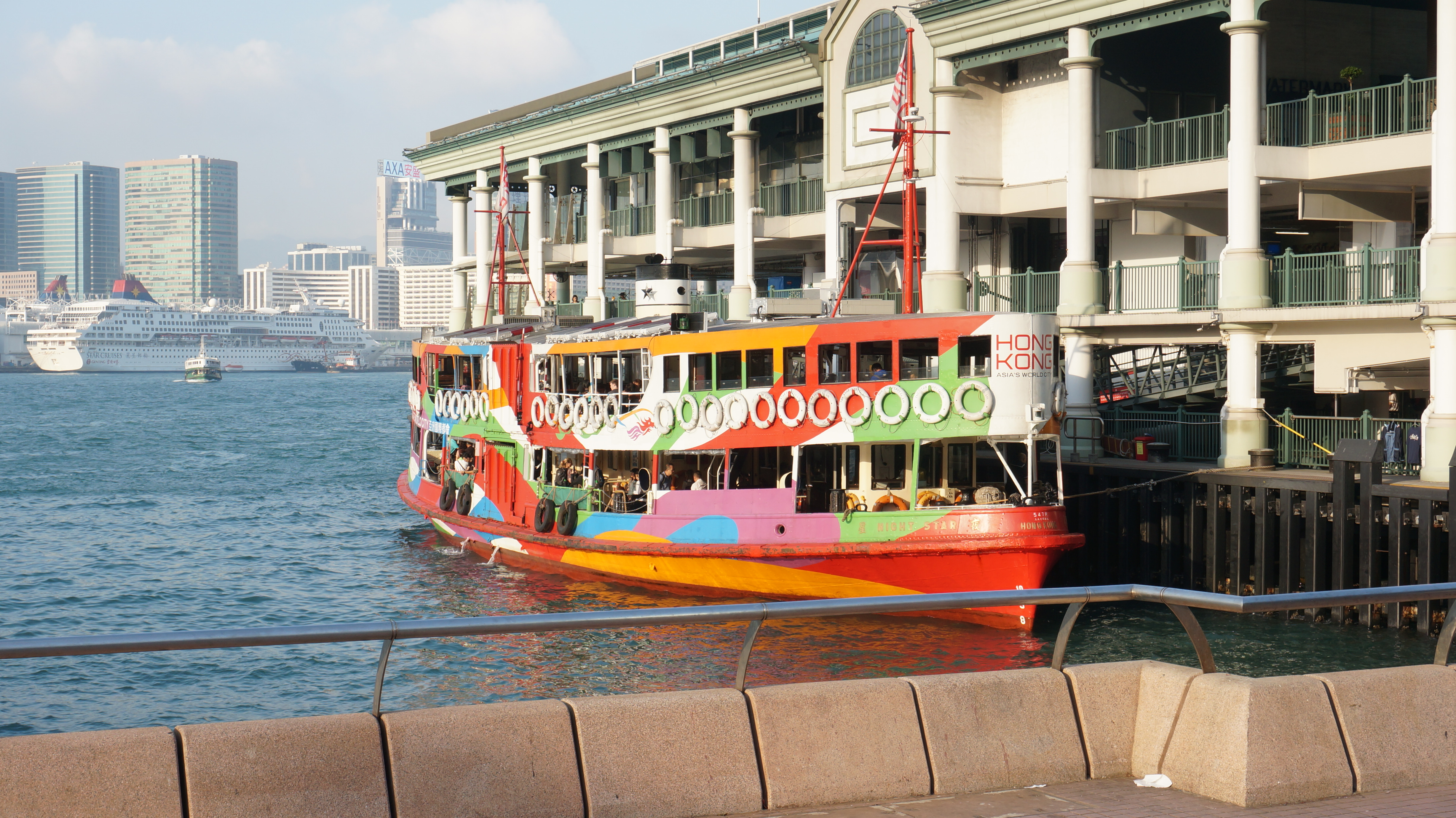
Le Night Star de la Star Ferry.

La Star Ferry est une compagnie de transport maritime hongkongaise qui exploite des lignes à travers Victoria Harbour entre Kowloon et l'île de Hong Kong. Fondée en 1888 sous le nom de Kowloon Ferry Company, elle adopte son nom actuel en 1898.
Avec une flotte de douze ferrys, la compagnie gère deux lignes dans le port, transportant 70 000 passagers chaque jour, soit 26 millions chaque année. Bien que le port soit traversé par des routes et lignes ferroviaires sous-marines, la Star Ferry perdure en proposant un moyen peu coûteux de rejoindre l'autre rive. Ses principales lignes relient Central et Tsim Sha Tsui.
Elle est classée première dans le « Top 10 des trajets en ferry les plus excitants » par la Society of American Travel Writers en février 2009,.

## Histoire
Avant qu'un service de ferries à vapeur ne soit établi, les gens utilisaient des sampans pour traverser le port. En 1870, un homme nommé Grant Smith rapporte d'Angleterre un bateau à coque en bois à deux vis et commence à lui faire traverser le port à intervalles irréguliers.
En juillet 1873 est tenté d'ouvrir une ligne de ferrys entre Hong Kong et Kowloon mais cette initiative est stoppée sur la requête du consul britannique de Canton, qui craint que cela faciliterait l'accès aux maisons de jeux de Kowloon. Un service public est finalement établi à la fin des années 1870, après la cession de Kowloon aux Britanniques en 1860.
La compagnie est fondée en 1888 par l'homme d'affaires parsi Dorabjee Naorojee Mithaiwala (en) sous le nom de « Kowloon Ferry Company ». Naorojee rachète le bateau de Smith, et acquiert plus tard les navires à vapeur Morning Star et Evening Star d'un certain Mr Buxoo. La popularité de son entreprise lui permet d'accroître sa flotte de quatre bateau en dix ans avec le Morning Star (deuxième du nom), le Evening Star, le Rising Star et le Guiding Star. Chacun a une capacité de 100 passagers et effectue 147 traversées par jour en moyenne. Il incorpore l'entreprise au sein de la Star Ferry Co Ltd. en 1898, avant de prendre sa retraite en Inde. Le nom de la compagnie est inspiré de son amour pour le poème Crossing the Bar (en) d'Alfred Tennyson.
Au moment où le service régulier est lancé, les navires sont amarrés en demandant à un marin à bord de lancer la corde à un autre sur le quai, qui l'attrape ensuite avec un long crochet. Cela se fait encore aujourd'hui.
À sa retraite en 1898, Naorojee vend l'entreprise à la Hongkong and Kowloon Wharf and Godown Company Limited, alors propriété de Jardine, Matheson & Co. et Paul Chater.
Une jetée construite à l'extrémité ouest de Salisbury Road (en) ouvre en 1906. C'est une belle structure massive à cette époque qui a également un compartiment séparé pour la première et la deuxième classe. Cependant, elle est détruite par un typhon en septembre 1906.
Au début des années 1950, la construction de l'actuel terminal à double jetée commence des deux côtés de Victoria Harbur, conçue pour accueillir 55 millions de passagers par an. La structure est achevée en 1957, concurremment avec l'embarcadère de ferries d'Edinburgh Place (en) construit du côté de l'île.
Au tournant du siècle, la monnaie de Hong Kong et la monnaie de Canton sont toutes deux acceptées comme monnaie légale à Hong Kong. À l'automne 1912, à la suite d'une dévaluation, la Star Ferry provoque une polémique en insistant, avec les tramways, sur le fait que le paiement devait être effectué uniquement en monnaie de Hong Kong.
En 1924, la Yaumati Ferry (en) exploite la ligne vers Kowloon dans un duopole. En 1933, la Star Ferry fait construire l'Electric Star, le premier ferry de passagers à propulsion électrique-diesel de son genre.
En 1941, la société possède six navires. Pendant l'occupation japonaise de Hong Kong, la Yaumati Ferry concurrente est autorisée à continuer ses activités, tandis que les Japonais réquisitionnent la Star Ferry à leurs propres besoins. Le Golden Star et le Meridian Star sont utilisées pour transporter des prisonniers de guerre de Sham Shui Po à l'aéroport international Kai Tak. En 1943, le Golden Star est bombardé et coulé dans la rivière des Perles par les Américains et l'Electric Star est coulé dans le port. Après la guerre, les ferries sont récupérés et remis en service.
En 1963, la Star Ferry accepte la demande du gouvernement de connecter Hung Hom, ce qu'elle n'avait pas encore fait car elle pensait qu'elle ne pouvait pas en tirer profit. Mais après un réexamen, l'ouverture de la ligne est confirmée et ouvre en mars 1965.
Avant l'ouverture du Cross-Harbour Tunnel en 1972, la Star Ferry était le principal moyen de transport public entre l'île de Hong Kong et Kowloon.
La Star Ferry fonctionne sous une franchise du gouvernement, qui l'a renouvelé pour la dernière fois en mars 2018.

### Manifestations publiques
En 1966, l'augmentation du tarif de 5 cents (ou 25%) du prix du ferry devient un problème politique, car elle pousse un étudiant de 27 ans à entamer une grève de la faim pour protester au terminal d'Edinburgh  Place. Son arrestation déclenche les émeutes de 1966 à Hong Kong (en)
Le 11 novembre 2006, la fin d'une époque a lieu lorsque la jetée de troisième génération de Central, l'embarcadère de ferries d'Edinburgh Place (en), met fin à sa mission, tout comme la grande tour de l'horloge. La jetée est détruite pour faire place à un nouveau terre-plein, au milieu d'une grande controverse et de manifestations pacifiques mais déterminées.

## Services

### Actuels
La Star Ferry exploite les liaisons transbordières suivantes (les tarifs sont en vigueur à partir du 9 février 2021) :
- De Central à Tsim Sha Tsui. Pour le pont inférieur, il en coûte 2,60 HK$ du lundi au vendredi, 3,60 HK$ les samedis, dimanches et jours fériés. Pour le pont supérieur, 3,20 HK$ du lundi au vendredi et 4,20 HK$ les samedis, dimanches et jours fériés.
- De Wan Chai à Tsim Sha Tsui pour 3,20 HK$ du lundi au vendredi et 4,20 $ les samedis, dimanches et jours fériés.
- Visite du port: une croisière touristique, faisant un itinéraire indirect et circulaire à tous les arrêts, à savoir Tsim Sha Tsui, Central et Wan Chai. Les passagers peuvent utiliser une carte Octopus ou des jetons pour payer le trajet. Les jetons sont disponibles dans les distributeurs automatiques des jetées. Le paiement direct par pièces au tourniquet n'est plus accepté.

L'itinéraire Tsim Sha Tsui-Central n'accepte pas les vélos, mais l'itinéraire Tsim Sha Tsui-Wan Chai les accepte pour un supplément de 14 HK$, sauf pendant l'heure de pointe du soir de Wan Chai à Tsim Sha Tsui.
- De Tsim Sha Tsui à Hong Kong Disneyland Resort.

La Star Ferry a annoncé son intention de fournir un service touristique entre Tsim Sha Tsui et l'embarcadère de Disneyland Resort (en), qui est inutilisé depuis son ouverture. Cet itinéraire comprend deux départs et le tarif aller-retour est de 180 HK$. Les passagers peuvent admirer la vue sur le pont Tsing Ma pendant le trajet de 45 minutes sur le ferry de luxe World Star.

### Anciens
- De Central à Hung Hom pour 6,30 HK$, supprimé le 1er avril 2011[15].
- De Wan Chai à Hung Hom pour 6,30 HK$, supprimé le 1er avril 2011[15].

### Charte et location
Le Golden Star de la Star Ferry est disponible à la location à la journée, pouvant accueillir jusqu'à 300 personnes, après avoir été rénové pour les croisières avec l'ajout de tables, de plus grandes fenêtres panoramiques, d'une zone climatisée et d'un système de sonorisation et de musique.

## Flotte
Il y a actuellement 9 ferries à propulsion diesel-électrique dans la flotte, ainsi qu'un remorqueur.
Depuis son origine, la flotte a compris :
| Nom                     | IMO     | Reg   | Année de construction | Constructeur                               | Nombre de places | Remarques | Image (livrée verte et blanche) | Image (autres couleurs)         |
| ----------------------- | ------- | ----- | --------------------- | ------------------------------------------ | ---------------- | --- | ------------------------------- | ------------------------------- |
| Morning Star (曉星號)   |         |       | 1871                  | Bateau à vapeur de construction anglaise   | app 100          | Le premier navire de la Star Ferry, a servi de 1871 à 1898. | Le premier Morning Star.        |                                 |
| Evening Star (夜星號)   |         |       | 1888                  | Bateau à vapeur de construction anglaise   | 100              | Le deuxième navire de la Star Ferry, a servi de 1888 à 1902. |                                 |                                 |
| Rising Star (高星號)    |         |       | 1890                  |                                            | 100              | A servi de 1890 à 1902. |                                 |                                 |
| Guiding Star (導星號)   |         |       | 1896                  |                                            | 100              | A servi de 1896 à 1904. |                                 |                                 |
| Morning Star (曉星號)   |         |       |                       |                                            |                  | A servi de 1898 à 1903. | Le premier Morning Star.        |                                 |
| Northern Star (北星號)  |         |       | 1900                  |                                            |                  | A servi de 1900 à 1959. |                                 |                                 |
| Southern Star           |         |       | Vers 1900.            |                                            |                  | |                                 |                                 |
| Polar Star (極星號)     |         |       | 1901                  | A servi de 1901 à 1927.                    |                  | |                                 |                                 |
| Morning Star (曉星號)   |         |       |                       |                                            |                  | A servi de 1904 à 1928. | Le premier Morning Star.        |                                 |
| Electric Star (電星號)  |         |       | 1933                  |                                            |                  | A servi de 1933 à 1968, coulé en 1943 (puis récupéré) et converti en bateau diesel en 1948. |                                 |                                 |
| Golden Star (金星號)    |         |       | 1928                  |                                            |                  | A servi de 1928 à 1968, coulé en 1943 (puis récupéré) et converti en bateau diesel en 1953. |                                 |                                 |
| Celestial Star (天星號) | 8951360 | A2071 | 1956–2011             | Hong Kong and Whampoa Dock                 | 576              | Actuellement le plus ancien navire en service. | Celestial Star                  |                                 |
| Radiant Star (耀星號)   |         |       | 1956–1971             | Probablement le Hong Kong and Whampoa Dock |                  | Apparaît dans le film Le Monde de Suzie Wong |                                 |                                 |
| Meridian Star (午星號)  | 5232725 | A2671 | 1958                  | Hong Kong and Whampoa Dock                 | 484              | Reconverti en 2012 en navire de secours du Star Ferry Harbour Tour. Remis par la suite aux normes ordinaires des ferries en 2013.                                                                             | Meridian Star                   |                                 |
| Solar Star (日星號)     | 5333335 | A2681 | 1958                  | Hong Kong and Whampoa Dock                 | 547              | | Solar Star                      |                                 |
| Northern Star (北星號)  | 8951372 | A2971 | 1959                  | Hong Kong and Whampoa Dock                 | 547              | | Northern Star                   |                                 |
| Night Star (夜星號)     | 8891091 | A3136 | 1963                  | Hong Kong and Whampoa Dock                 | 576              | Nommé en l'honneur du Night Star de la Kowloon Ferry Company. | Night Star                      | Night Star                      |
| Day Star (晨星號)       | 8891120 | A4041 | 1964                  | Hong Kong and Whampoa Dock                 | 576              | | Day Star                        | Day Star                        |
| Shining Star (輝星號)   | 8891118 | A3841 | 1964                  | Hong Kong and Whampoa Dock                 | 576              | Maintenant utilisé pour le Star Ferry Harbour Tour (les sections supérieures sont ouvertes). Reproduction d'un ferrie de 3e génération des années 1920.                                                       | Shining Star                    |                                 |
| Twinkling Star (熒星號) | 8891132 | A2961 | 1964                  | Hong Kong and Whampoa Dock                 | 576              | | Twinkling Star                  | Twinkling Star                  |
| Morning Star (曉星號)   | 8891144 | A2801 | 1965                  | Hong Kong and Whampoa Dock                 | 399              | Nommé d'après le Morning Star de la Kowloon Ferry Company. Rénovation du système de propulsion diesel-électrique Caterpillar en 2020.                                                                         | Morning Star                    | Morning Star                    |
| Silver Star (銀星號)    | 8891156 | A4241 | 1965                  | Hong Kong and Whampoa Dock                 | 576              | | Silver Star                     |                                 |
| Golden Star (金星號)    | 8951384 | A5153 | 1989–2011             | Wang Tak Engineering & Shipbuilding Ltd.   | 762              | Vendu à un propriétaire privé en 2011. | Golden Star                     |                                 |
| World Star (世星號)     | 8890968 | A5243 | 1989–2011             | Wang Tak Engineering & Shipbuilding Ltd.   | 762              | | World Star                      |                                 |
| Glowing Star (耀星號)   |         |       |                       | Chantier naval de Hong Kong                | 288              | Ancien navire de l'armée britannique loué par la Star Ferry de 2001 à 2005 |                                 |                                 |
| Kowloon                 |         |       |                       |                                            |                  | Remorqueur |                                 |                                 |
| Pacific Princess        | 8624527 |       | 1971                  |                                            |                  | Acheté en Australie sous le nom de Temeraire II, et dans la flotte de 1988 à 1994 sous le nom de Lady Star (后星號). Il est ensuite reconverti par la suite en yacht d'entreprise pour le Kowloon Wharf Group |                                 | Pacific Princess (ex-Lady Star) |

## Embarcadères

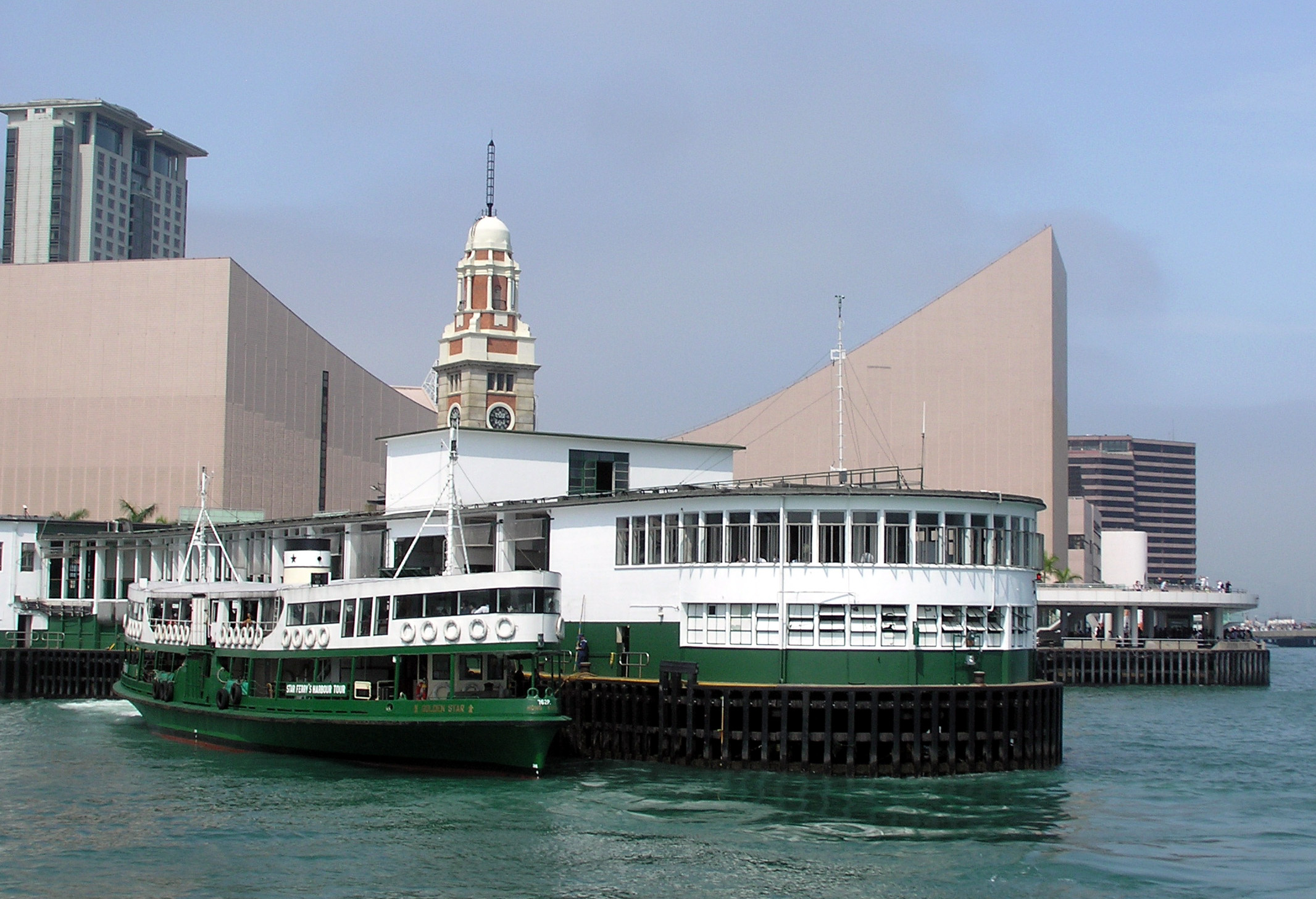
L'embarcadère de la Star Ferry de Tsim Sha Tsui.

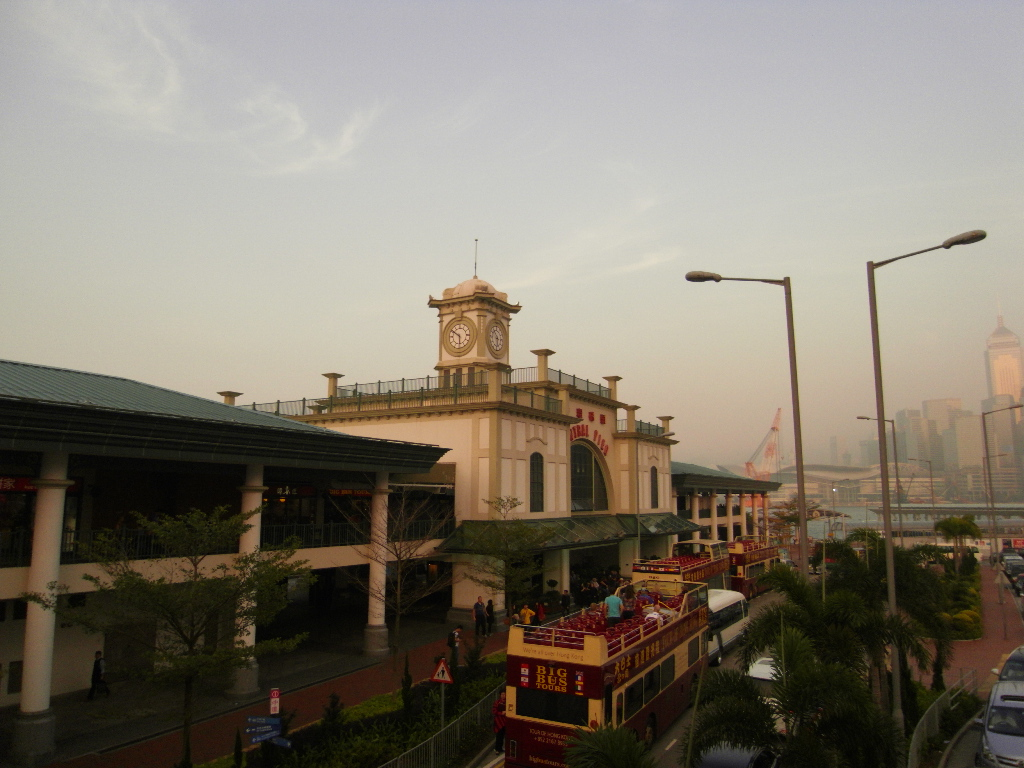
La façade de la 4e génération de l'embarcadère de la Star Ferry de Central.

- Embarcadère de la Star Ferry de Central à Central District
  - Première génération (1890) Pedder Street (en) et Chater Road (en)[4]
  - Deuxième génération (1912) à Pedder Street, l'actuel site de Jardine House
  - Troisième génération (en) (1957) près d'Edinburgh Place
  - Quatrième génération  (2006) à Man Kwong Street
    - Jetées 7 et 8 des embarcadères de Central jusqu'en 2011. La jetée 7 desservait Tsim Sha Tsui, tandis que la 8 desservait Hung Hom
    - Jetée 7 des embarcadères de Central depuis 2011. La jetée 8 est convertie en musée en 2013.
- Embarcadère de la Star Ferry de Tsim Sha Tsui (1957)
- Embarcadère de Wan Chai (en)
  - Deuxième génération (1968), fermée définitivement le 29 août 2014[19]
  - Troisième génération (2014), en service depuis le 30 août 2014[19]
- Embarcadère de Hung Hom, service définitivement fermé le 1er avril 2011[15]

## Problèmes financiers
Depuis que l'embarcadère de la Star Ferry à Central a été déplacé de son ancien emplacement à côté de l'hôtel de ville à une  nouvelle localisation près du International Finance Centre, le nombre de passagers a considérablement diminué, principalement au niveau des touristes et pour une plus petite part aux navetteurs. Cela signifie que la société Star Ferry a perdu plusieurs millions de dollars depuis le déménagement. Par conséquent, il est décidé de ne pas soumettre à nouveau un appel d'offres pour les lignes déficitaires Hung Hom-Central et Hung Hom-Wan Chai et l'on cesse d'exploiter ces routes, ainsi que l'embarcadère de Hung Hom le 31 mars 2011,.

## Au cinéma
La Star Ferry apparaît dans Le Monde de Suzie Wong de 1960. Au début du film, Robert Lomax (joué par William Holden) débarque du SS President Wilson (un ancien navire de transport de la compagnie American President Lines), prend un Star Ferry pour rejoindre l'île de Hong Kong et rencontre Suzie Wong (jouée par Nancy Kwan) pendant la traversée.
Quelques brèves scènes de la minisérie télévisée Noble House (en) se déroulent à bord du ferry. Il apparaît également dans les films français Les Anges gardiens (1995) et La Moustache (2005).